# روککه
روکْکَه (تلفظ فنلاندی: [ˈrøy̯ˌk:æ]) یک روستا واقع در شهرداری نورمیاروی در منطقه اوسیما در فنلاند، در نزدیکی مرز شهرداری ویهتی است. این چهارمین روستای بزرگ یک شهرداری پس از کلاوککالا، رایاماکی و روستای کلیسای نورْمیارْوی است. جمعیت این روستا حدود ۱۶۰۰ نفر است
دریاچه ساکْسی، که بزرگترین دریاچه آب چشمه فنلاند است، در شمال روستا واقع شده‌است که ساحلی محبوب در روکْکَه است. در ساحل شمالی دریاچه ساکسی، مقبره شخصی دختر خاندان کوتایا مانور قرار دارد که به «مقبره عشق» (Rakkaudenhauta) معروف است.

## حمل و نقل

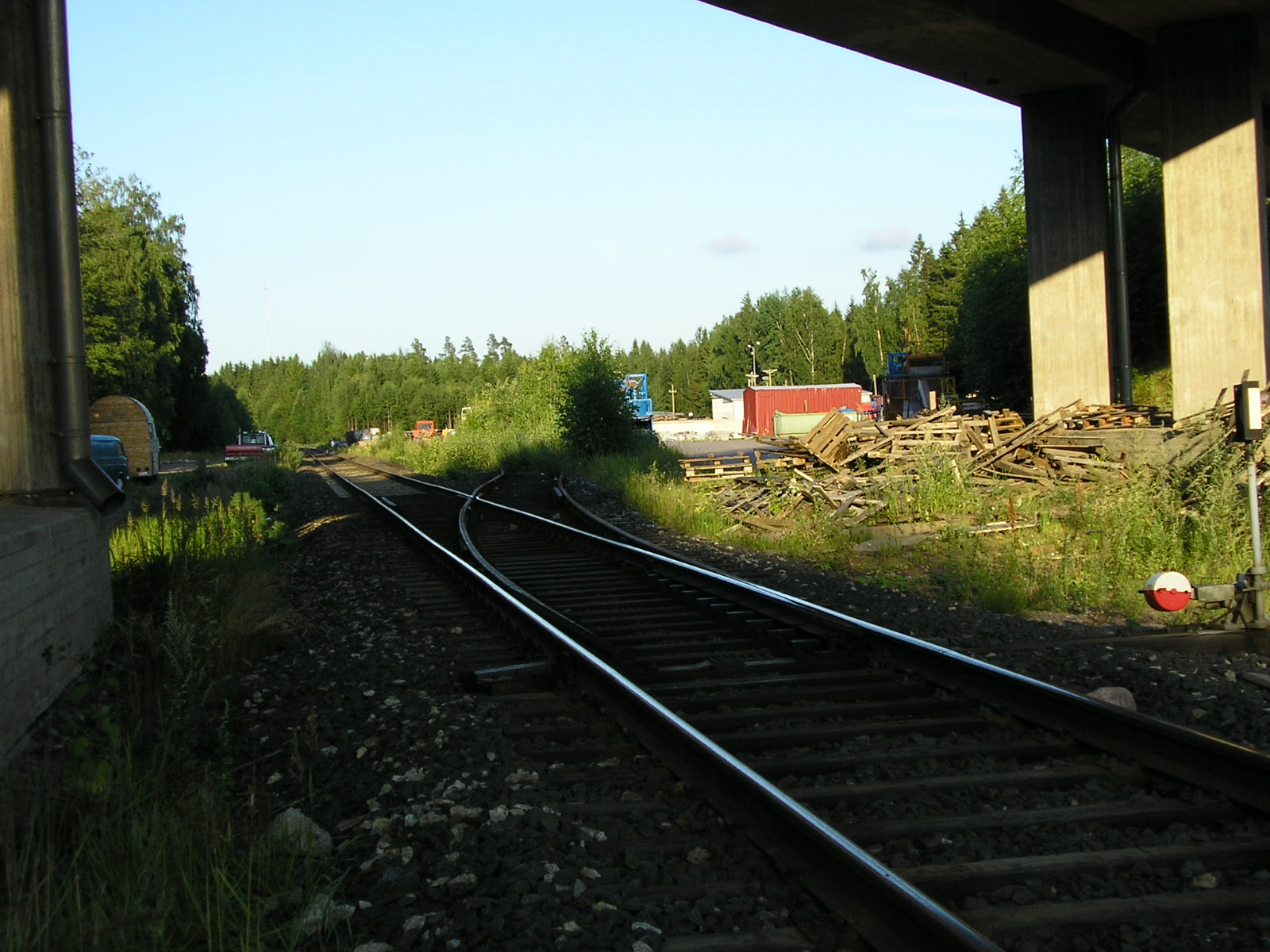
راه‌آهن در روکْکَه

### فاصله از شهرهای دیگر
- هلسینکی ۴۳ کیلومتر
- لپپی ۳۳ کیلومتر
- کلاوککالا ۱۴ کیلومتر
- نورمیاروی ۱۲ کیلومتر
- رایاماکی ۸ کیلومتر

### آسایشگاه
در بخش شمالی روکْکَه، یک آسایشگاه به سبک معماری هنر نو برای بیماران مبتلا به سل به نام آسایشگاه نومْملا توسط معمار فنلاندی مانْنوس شارفْبِک در سال ۱۹۰۳ طراحی شده‌ بود. این مؤسسه حدود ۳۰ سال بعد برای تبدیل وضعیت به یک بیمارستان روانی نوسازی شد و سرانجام این مرکز نیز در سال ۱۹۸۹ به کلی تعطیل گردید و تا به امروز رها و متروکه باقی مانده‌است. 
شایعات محلی می‌گوید که پدیده‌های ماوراء الطبیعه در این بیمارستان متروکه مشاهده شده‌است. به گفته آنها، پنجره‌های ساختمان نورهای مرموزی را نشان می‌دهد و در لبه پشت بام زنی وجود دارد که با پریدن به پایین خودکشی می‌کند. بر اساس شایعه دیگری، روح دختری که در جوانی آنجا درگذشت، بیمارستان را تسخیر کرده‌است.